# Zarządzanie informacją
Zarządzanie informacją – sterowanie przebiegiem procesów informacyjnych, które ma na celu ich optymalizację. Dotyczy kontroli nad tym, jak informacje są tworzone, zorganizowane, magazynowane, dystrybuowane i wykorzystywane. Jest środkiem promowania skutecznego i efektywnego dostępu do informacji, przetwarzania i wykorzystywania jej.
Zarządzanie informacją odbywa się poprzez systematyzację, indeksowanie, fasetyzację, mapowanie, kategoryzację, hipertekst, typologię, tagowanie, klasteryzację. Jest to niezbędne z punktu widzenia sprawnego funkcjonowania różnorodnych instytucji.
Drugim znaczeniem tego terminu jest określenie dyscypliny naukowej, zajmującej się metodami zarządzania informacją.

## Zarządzanie informacją w wojsku
Zarządzanie informacją w wojsku można rozpatrywać na różnych płaszczyznach, obszarach działania pododdziału, oddziału, związku taktycznego oraz w zależności od sytuacji i czasu, w którym jednostka wojskowa się znajduje. Dlatego wymogi wobec zarządzania informacją w wojsku są odmienne, niż wobec zarządzania informacją w środowisku cywilnym (w organizacjach cywilnych). 
Na zarządzanie informacją będą wpływać takie czynniki jak: potrzeby (zapotrzebowania) informacyjne użytkowników systemu informacyjnego oraz możliwości zaspokajania tych potrzeb informacyjnych przez: zarządce, użytkowników SI lub otoczenie organizacji. Optymalizacja procesów informacyjnych oraz realizacja niezbędnych i dopasowanych czynności informacyjnych do potrzeb organizacji, w odpowiednim czasie i w odpowiednich relacjach użytkowników z systemem informacyjnym, powinna pozytywnie oddziaływać na: właściwe, sprawne, skuteczne zarządzanie informacją w ramach organizacji wojskowej.

## Historia terminu
Termin „zarządzanie informacją” został pierwszy raz użyty w pracach naukowych na przełomie lat '60. i '70. XX wieku, opublikowanych w różnych czasopismach z zakresu informacji naukowej i bibliotekoznawstwa. W 1968 roku założono Information & Management.